# Велосипедне освітлення
Велосипедне освітлення — оптичні прилади, встановлені на велосипед, метою яких є поліпшення видимості велосипеда та велосипедиста для інших учасників дорожнього руху в умовах поганої зовнішньої освітленості, освітлення шляху перед велосипедом, а також підсвітки дорожніх знаків і гасіїв швидкості. Згідно чинного законодавства України, велосипедист повинен мати світлоповертачі (білого кольору спереду, по боках — оранжевого, позаду — червоного). Для руху в темну пору доби і в умовах недостатньої видимості на велосипеді повинен бути встановлений та увімкнений ліхтар (фара).

## Історія

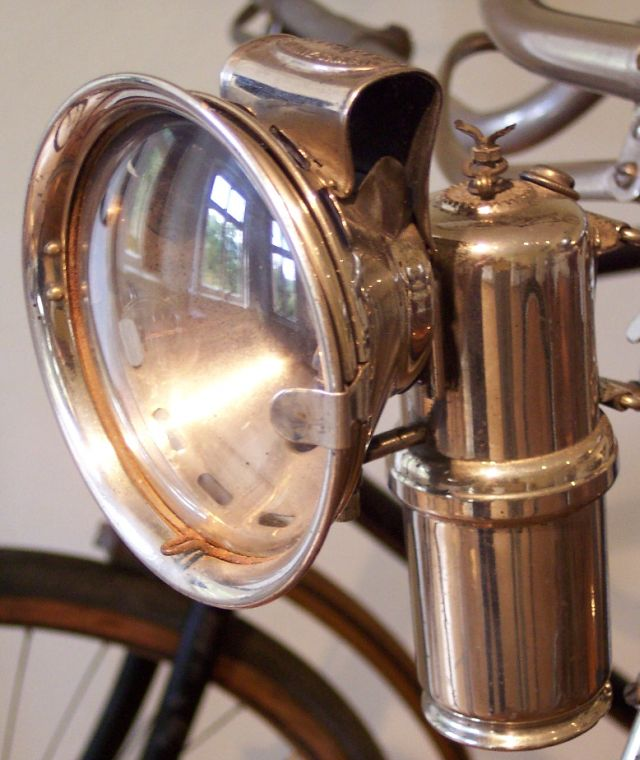
Карбідна лампа на велосипеді

Найперші велосипедні лампи були олійні і почали вироблятись у 1876 для звичайних і триколісних велосипедів із масивними шинами.
З 1896 року почалось виготовлення ацетиленових велосипедних ліхтарів, де джерелом світла служить відкрите полум'я від спалювання ацетилену, який, в свою чергу, утворюється з хімічної реакції карбіду кальцію з водою. Дані лампи давали яскраве світло, але потребували регулярного технічного обслуговування.
З 1888 року почалось виробництво велосипедних електричних ламп, але ті не мали попиту до 1898. Вони включали низьковольтну лампу розжарення та свинцево-кислотний акумулятор або динамо-машину. Свинцево-кислотні акумулятори були замінені сухими елементами, а пізніше лужними батареями. Спочатку динамо-машина виготовлялась як окремий пристрій, що монтується на вилку з фрикційною передачею від обода колеса. Пізніше динамо-машини почали вмонтовувати в маточину колеса. На даний час замість ламп розжарення в велосипедних фарах все частіше застосовуються потужні світлодіоди, рідше галогенові лампи. Корпуси та лінзи ліхтарів виготовляють з пластику. Корпуси світлодіодних передніх фар часто виконують також роль радіаторів, тому їх виготовляють з алюмінієвих сплавів.

## Правові вимоги
Відповідно до Міжнародної Віденської конвенції про дорожній рух ООН велосипед є транспортним засобом. Пункт «c» статті 44 Конвенції передбачає, що: «Велосипеди без двигуна в міжнародних перевезеннях повинні: бути оснащеними червоним світловідбиваючим пристроєм ззаду та пристроями, які дозволяють відбивати біле або світло-жовте світло спереду і червоне світло ззаду велосипеда». У деяких країнах, наприклад, у Франції, правопорушенням є навіть продати велосипед, який не обладнано системою освітлення, яка відповідає вимогам законодавства.
Багато країн вимагають при виготовленні чи в точці продажу оснащувати велосипеди катафотами. У Сполучених Штатах це регулюється Комісією з безпеки продуктів для споживачів. світловідбивачі повинні містити три світловідбиваючі панелі, розташовані під кутом 30°. Стандарт передбачає наявність білого рефлектора спереду велосипеда (як правило на передній вилці), бічних рефлекторів на кожному з коліс, червоного рефлектора, встановленого на сідловому стрижні чи задньому болотнику і жовтих рефлекторів, встановленими на передній і задній площині кожної педалі.
Закони більшості країн Європи та деяких штатів США вимагають використання передніх та задніх ліхтарів уночі, а інші дозволяють встановлювати відбивачі лише ззаду. Деякі закони встановлюють вимоги щодо сили світлового потоку та розмірів рефлекторних лінз; деякі просто встановлюють мінімальну відстань з якої повинен бути видимий будь-який освітлювальний пристрій. У деяких країнах, таких як Німеччина та Нідерланди, миготливі червоні задні ліхтарі є незаконними, в інших вони дозволяються.
У Великій Британії правила, що регулюють велосипедні вогні, викладені в «Правилах освітлення транспортних засобів» 1989 року та їхніх подальших поправках, узагальнені в «Кодексі автомобільних доріг». Правила вимагають переднього ліхтаря білого кольору, червоного заднього ліхтаря, червоного заднього світлоповертача та оранжевих чи жовтих світлоповертачів на передній і задній частині обох педалей. Світлоповертачі повинні відповідати стандарту BS 6102/2 або еквівалентному європейському стандарту. Вимоги до фар є більш складними: світловий пристрій неперервного свічення повинен відповідати стандарту BS 6102/3 або еквівалентному європейському стандарту; мигаючий світловий пристрій повинен мигати з постійною швидкістю від 60 до 240 спалахів у хвилину і має інтенсивність світла щонайменше 4 кд.
У Німеччині вимагається, щоб усі велосипеди понад 11 кг були оснащені сумісними системами освітлення з динамо-машиною, але навіть легкі велосипеди повинні бути оснащені ліхтарями з живленням від батарей чи динамо-машини, за винятком спортивних велосипедів.заборонялося використовувати велосипеди без динамо, окрім гоночних велосипедів до 11 кг. Це стимулювало ринок Німеччини виробляти високоякісні динамо-системи. З 5 липня 2013 року зміна закону дозволяє використовувати лампи на батарейках.

## Освітлювальні прилади

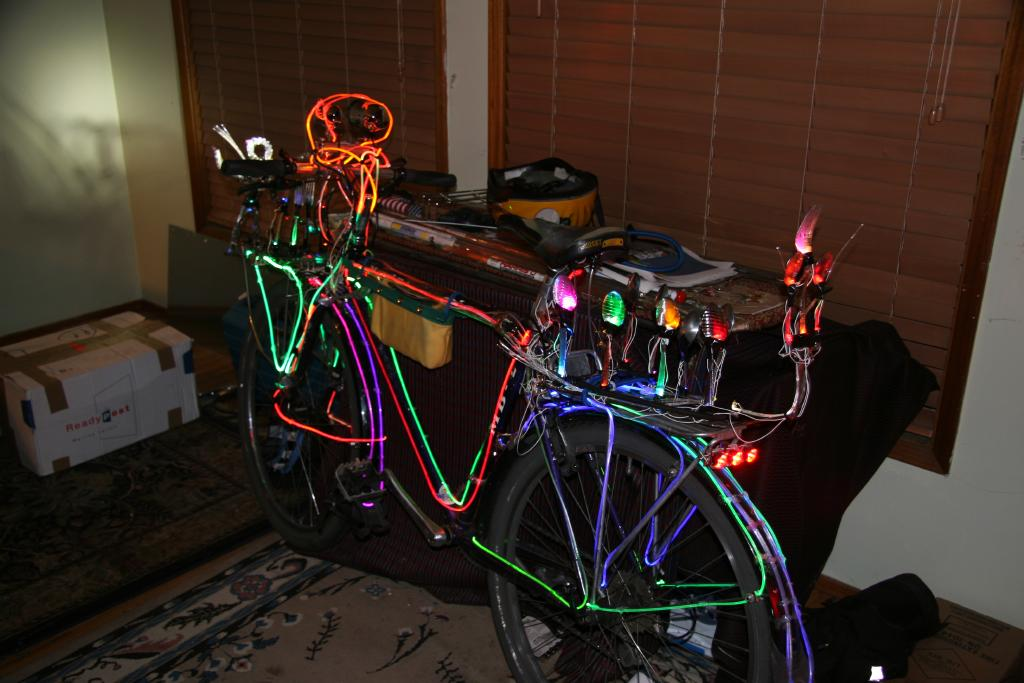
Велосипед, декорований високопотужною LED-системою

У велосипедному освітленні використовують такі прилади:
- ліхтарі (в тому числі на голову);
- фари;
- блималки (мигалки).

### Переднє освітлення
Передні велофари поділяються на стандартні і підвищеної потужності. Стандартні використовуються разом з катафотами для руху по освітлених дорогах. Вони освічують лише невелику ділянку дороги перед велосипедом. Передні ліхтарі підвищеної потужності дозволяють безпечно їхати по неосвітлених дорогах і бездоріжжю і по потужності можуть конкурувати з мотоциклетними та автомобільними фарами ближнього світла.
При виборі цих аксесуарів, звертають увагу на такі показники приладів, як яскравість, тип кріплення, колірний спектр, малюнок рефлектора.
Найпростіші велосипедні фари містять лампу розжарювання з вольфрамовою ниткою або галогенову лампу. У сучасних велофарах ці два типи ламп витісняються потужними світлодіодами білого кольору свічення. Червоні і жовті світлодіоди застосовувались у задніх ліхтарях на ряду з передніми фарами з лампою розжарення чи галогеновою лампою. Коли потужні білі світлодіоди з'явились на ринку стало можливим виготовлення на їх основі освітлювальних приладів транспортних засобів.
Перевагами світлодіодних фар є:
- Висока яскравість при низькому енергоспоживанні, тривалий час роботи від батареї;
- Тривалість роботи близько 50000 годин при дотриманні прийнятного температурного режиму роботи;
- Можливість регулювання яскравості (як правило шляхом широтно-імпульсної модуляції);
- Миттєве вмикання і вимикання, функція мигання.

Недоліками є:
- Обмежена вихідна потужність світла на одиничний світлодіод, що долається застосуванням кількох джерел світла в одній фарі;
- Високоякісні світлодіоди вимагають стабілізованого джерела струму, що збільшує вартість ліхтаря;
- Для довгого ресурсу роботи необхідне ефективне охолодження світлодіодів. Реалізується виготовленням корпусу фари з матеріалів з високою теплопровідністю та з ребрами або виступами для збільшення тепловиділення.

### Заднє та габаритне освітлення

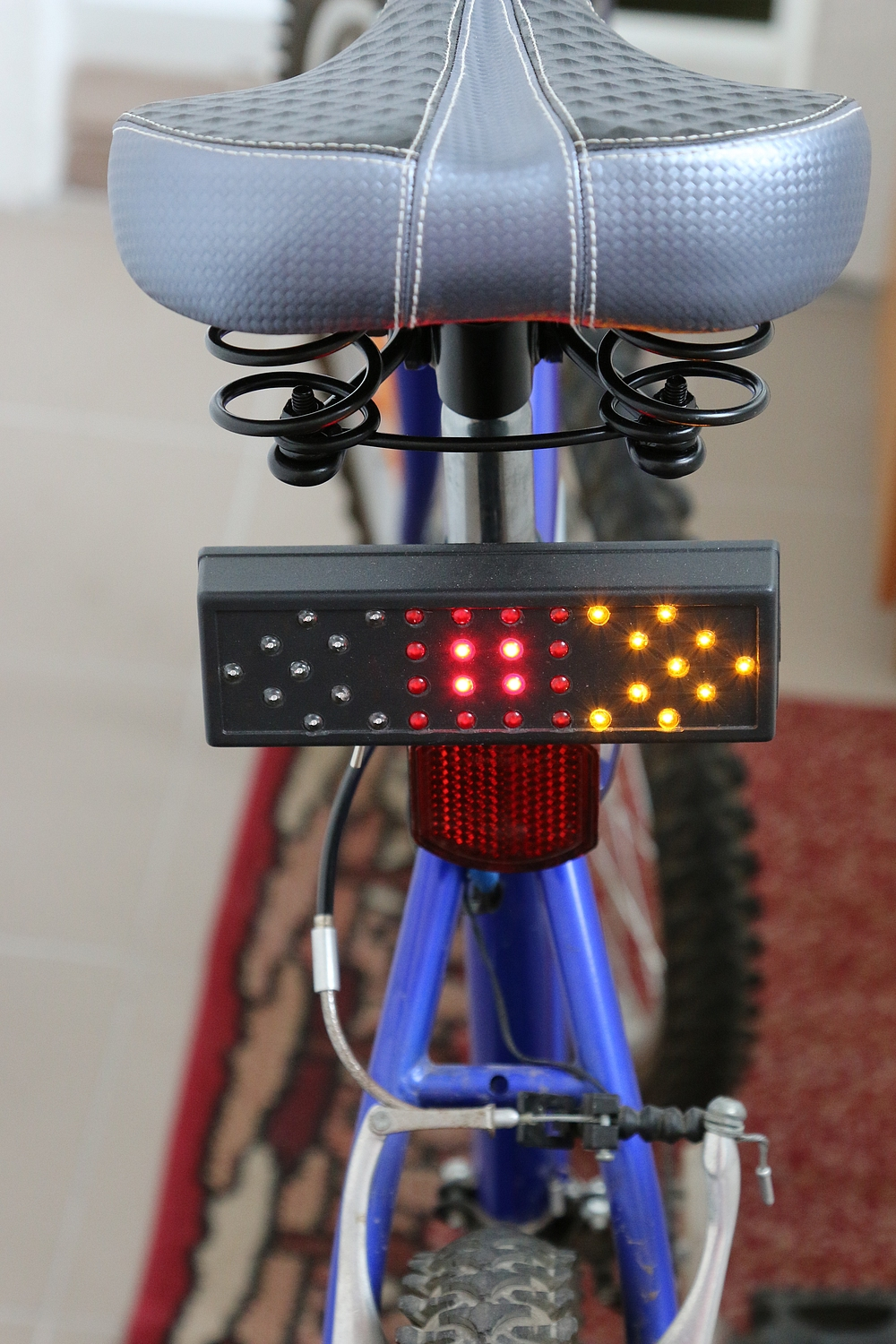
Саморобний світлодіодний задній велосипедний ліхтар з вказівниками поворотів та стоп-сигналом

Заднє світло — блималка або фара, яку зазвичай встановлюють на сідловому стрижні чи задньому багажнику.
Єдиною перевагою ламп розжарення у задніх та габаритних ліхтарях є всенаправлене світло. В світлодіодних ліхтарях цей недолік усувається розміщенням кількох світлодіодів під кутом відносно один одного. Для отримання розсіяного кольорового світла використовуються білі світлодіоди і червоні та оранжеві лінзи відповідно, рідше матриці з світлодіодів червоного та оранжевого кольорів свічення.
Як заміна катафотів і прикрашання велосипеда, використовують різні LED-стрічки і насадки на ніпель.
Правилами дорожнього руху України не регламентується використання велосипедистами світлових вказівників повороту і стоп-сигналів, попередження про маневр здійснюється витягнутою вбік, піднятою вверх чи зігнутою в лікті рукою. Але багато саморобних і заводського виробництва задніх велосипедних ліхтарів оснащуються вказівниками поворотів оранжевого кольору, що мигають з частотою близькою до 2 Гц та стоп-сигналом червоного кольору постійного свічення. Керування вказівниками поворотів здійснюється з допомогою перемикача, що як правило, кріпиться на кермо, а стоп-сигнал активується за допомогою вимикача, що кріпиться на тросі заднього гальма.

### Динамо-машина

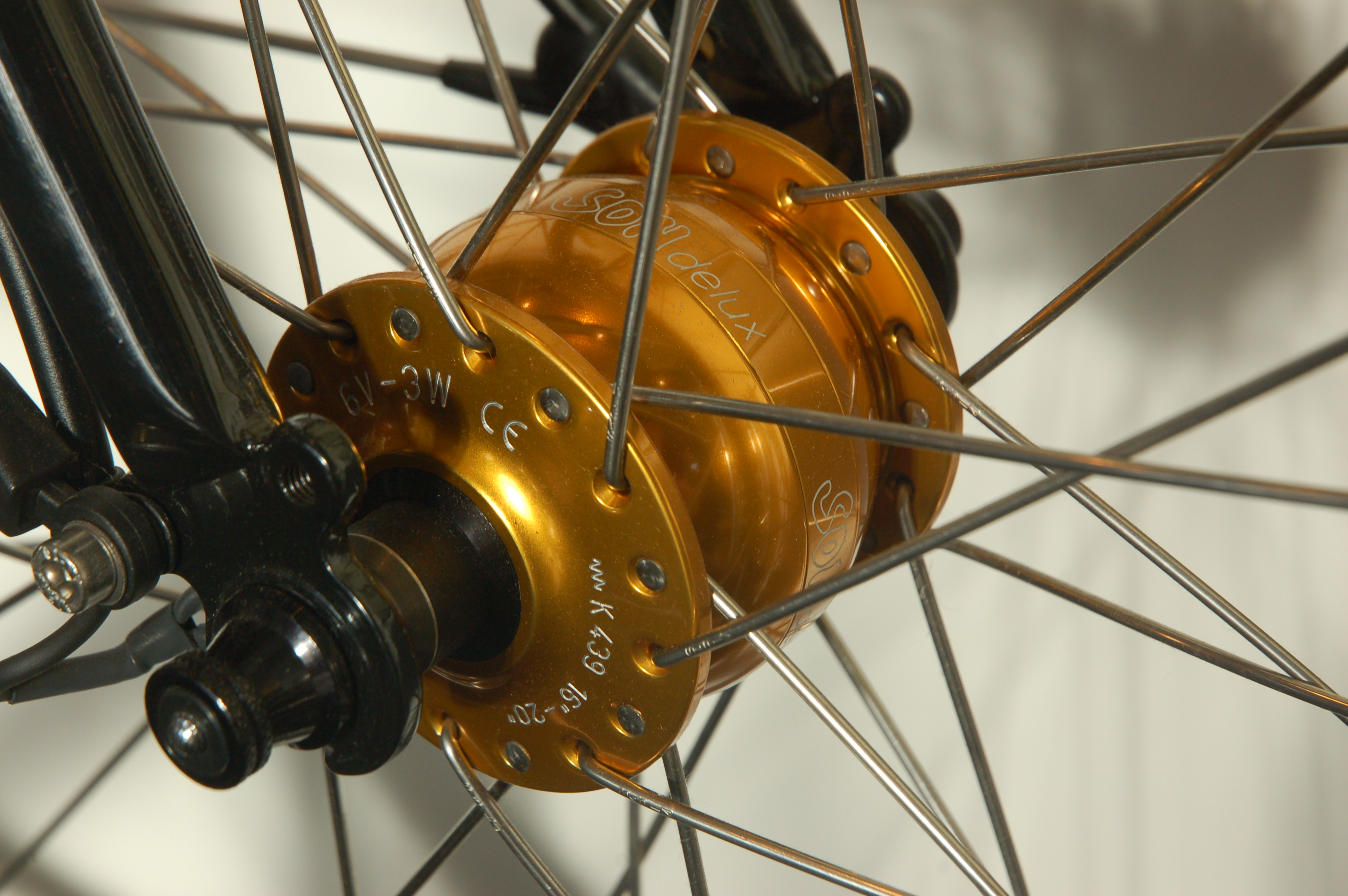
Динамо-втулка «SONdelux»

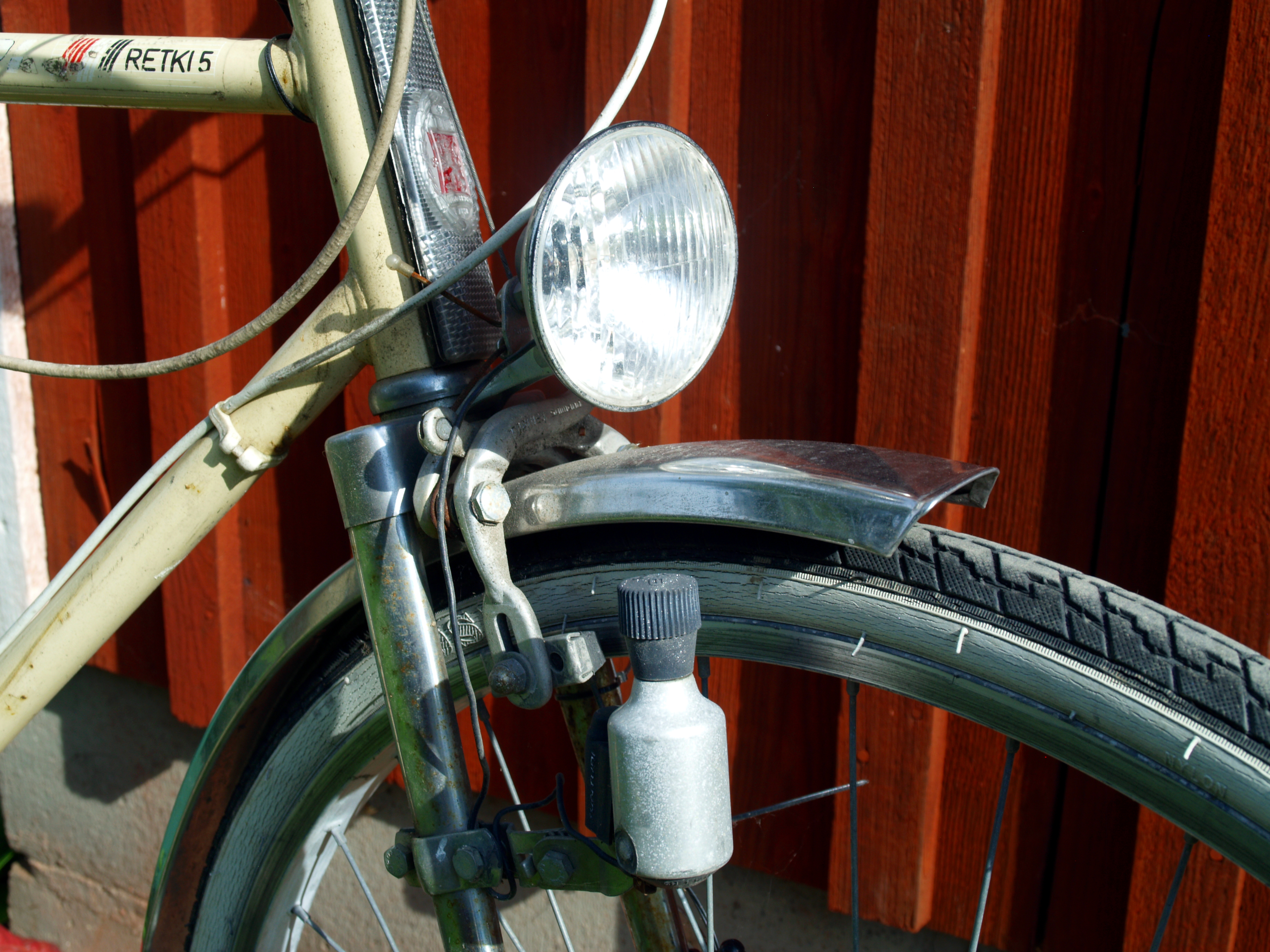
Пляшковий динамо, встановлений на передньому колесі